# Yu’an
Yu’an (chiń. upr. 裕安区; chiń. trad. 裕安區; pinyin Yù'ān Qū) – dzielnica miasta Lu’an w prowincji Anhui we wschodniej części Chińskiej Republiki Ludowej. Liczba mieszkańców dzielnicy, w 2010 roku, wynosiła 854 645.